# تپه بیدزرد
تپه بیدزرد مربوط به سده‌های میانه دوران‌های تاریخی پس از اسلام است و در شهرستان گچساران، بخش مرکزی، دهستان امامزاده جعفر، روستای بیدزرد واقع شده و این اثر در تاریخ ۷ خرداد ۱۳۸۷ با شمارهٔ ثبت ۲۲۹۸۷ به‌عنوان یکی از آثار ملی ایران به ثبت رسیده است.